# Calle Huertas (Oviedo)
La calle Huertas es una vía pública de la ciudad española de Oviedo.

## Descripción
La vía, de finales del siglo XIX, discurre junto a la plaza de Foncalada; nace del callejón del mismo nombre y llega hasta la calle Alfonso III el Magno. Aparece descrita en El libro de Oviedo (1887) de Fermín Canella y Secades con las siguientes palabras:

Huertas.—Calle naciente, perpendicular á la Gascona, trazada como al azar tras de huertas de la calle de Jovellanos y sobre los celleros del N.—Ent.: Gascona.
(Canella y Secades, 1887, p. 113)